# Helix (empresa)
Helix é um fabricante de artigos de papelaria do Reino Unido, com sede em Dudley, no condado inglês de Midlands Ocidentais.

## História
A empresa foi fundada em 1887 com o nome de "The Universal Woodworking Company Ltd." para a fabricação de réguas escolares de madeira e pequenos aparelhos de metal para laboratórios. Em 1894, a empresa patenteou o compasso fabricado de metal para uso escolar, lançando o produto com a marca "Helix". Em 1898, a empresa começa a exportar seus produtos, com a Austrália o primeiro país a receber suas linhas. Em 1899, a empresa lança a primeira linha de réguas fabricada em plástico. 
Em 1912, a empresa lançou uma linha específica de produtos para uso técnico e escolar, como transferidor, compassos, réguas, etc., aprimorada em 1935 com a marca "Helix Oxford". 
Em 1955, a empresa, conhecida popularmente por sua marca registrada, alterou a sua razão social para "Helix Universal Company" e mudando a sua sede para o subúrbio de Lye, em Dudley. Na década de 1960, a empresa alterou novamente a sua razão social para "Helix International Ltd.".
Em 1975, a empresa comprou a "Dunn & Taylor Ltd." e em 1977 adquiriu a "Colonel Rubber Ltd.".
No final do século XX, a empresa dividiu seus principais produtos em quatro linhas: "Helix", para uso escolar e escritório; "Splat and Tribe", para uso em design de moda; "Helix Oxford", para área matemática e "Helix Technical", para uso técnico e engenharia. 
Em 2012, a empresa foi comprada pelo grupo francês Maped.